# Cantonul Reims-6
Cantonul Reims-6 este un canton din arondismentul Reims, departamentul Marne, regiunea Champagne-Ardennen, Franța.

## Comune
- Reims (parțial)